# Гнојни артритис
Гнојни или пурулентни артритис је инфламаторна лезија свих елемената зглоба, праћена стварањем гноја који изазивају бактерије. Патологија болести има форму класичног гнојног процеса са одређеним клиничким облицима због структуре самог зглоба. Клиничка слика се манифестује јаким болом и нарушеним општим стања тела, у чијој основи је интоксикација крви или ширење гнојног садржаја из зглоба. Неадекватно лечење може довести до бројних компликација везаних за дисфункције зглобова, што у каснијем периоду живота утиче на квалитет живота пацијента.
Болест је веома тешка и захтева адекватне прегледе и лечење од стране реуматолога. Након дијагнозе треба хитно уклонити гној из зглобне шупљине. Конзервативна терапија је помоћна - заснована на прописивању антибиотика. Ако гнојни артритис има нетрауматично порекло, онда су хирурзи укључени у лечење таквих болесника. Лечење артритиса услед повреде зглобова спроводе трауматолози.

## Епидемиологија
Морбидитет/морталитет
Гнојни артритис припада групи тешких реуматских болести јер може да изазове:
- Развој сложених дугорочних последица узрокованих престанком функција зглоба.
- Ширење заразног узрочника по телу, што може завршити компликацијама опасним не само по здравље, већ и по живот болесника.

Према различитим изворима, гнојни артритис, различите локализације, развија се у 10-25% свих врста дијагностикованих артритиса.
Радници који се баве тешким физичким пословима чешће пате од гнојног артритиса. 
Пол
Мушкарци чешће обољевају од жена.
Старост
У већини случајева пацијенти спадају у средњу старосну категорију

## Етиопатогенеза
Директан узрок развоја гнојног артритиса је патоген - микроорганизми који могу изазвати развој гнојног процеса, и могу бити:
Неспецифични патогени
Ова врста патогена проузрокиује поред артритиса и бројне друге заразне болести у целом телу. У процес развој гнојног артритиса у већини случајева од неспецифични патогена, најчешћи су:
- стрептококе;
- стафилококи (укључујући и стафилококус ауреус).[12]

Специфични патогени
Ова врста патогена изазива болест само када су они присутни (туберкулоза, сифилис ...) 
Ређе се гнојни артритис развија на основу неспецифичне и специфичне инфекције као што су:
- Ешерихија коли
- Протеус
- Пнеумококи
- Гонококи.[13]
- Клебсиејела
- Салмонеле
- Микобактерије (посебно микобактерије туберкулозе).

Често се изолују и други патогени у гнојним садржајима усисаним из шупљине захваћеног зглоба, који спадају у пратеће интеркутне (пратеће) инфекције и практично немају никакве везе са током основне патологије.

## Клиничка слика
Клиничку слику карактеришу следећи симптоми:
- изненадни развој акутно болног и натеченог зглоба
- ограничени покрети у зглобу,
- системски налаз (температура, грознивца. општа слабост и малаксалост).

Болест је обично локализована у једном зглобу (колено, кук, раме).

## Дијагноза
Аспирација зглоба под радиолошким контролом.

## Дијференцијална дијагноза
Када се процењује  пацијент  са сумњом на гнојни артритис, такође се размотра јустања као што су примарни реуматолошки поремећаји (нпр  васкулитис, кристални артритис), артритис изазван лековима и реактивни артритис (нпр  синдром постинфективне дијареје, постменингококни и постгонококни артритис, интритис црева). болест).
У раној дисеминованој гонококној инфекцији, рани теносиновитис преовлађује без стварне инвазије зглобова, као што се јавља у каснијој варијанти дисеминоване гонококне инфекције. Вирусни синдром обично производи полиартикуларни артритис. Пустуларне лезије су конзистентне (као и скоро све врсте лезија коже) са стафилококном бактеремијом. Кад год су присутне везикуле, потребно је озбиљно размотрити стафилококну инфекцију.
За разлику од салмонелом изазваног остеомијелитиса, учесталост салмонелом изатваног септичког артритиса није значајно повећана код пацијената са анемијом српастих ћелија. Међутим, када се појави септички артритис, салмонела се чешће идентификује.
Стафилококус ауреус остаје најчешћи инфективни агенс код људи који злоупотребљавају интравенске лекове. Међутим, висока стопа инфекција грам-негативним организмима, посебно врстама Псеудомонас аеругиноза и Сератиа , јавља се у случајевима гнојног артритиса. 
Документована је и већа стопа гљивичних и анаеробних инфекција. Чешће се срећу необичне локације, као што је стерноклавикуларни зглоб.

### Синдромски приступ дијагнози
Приоритет клиничара је да препозна гнојни артритис и да што пре започне одговарајућу терапију, како би се минимизирао морбидитет и морталитет инфекције. Са пролиферацијом студија имиџинга и серолошких тестирања, заједно са порастом имуносупресивних пацијената и ИВДА, практичари су све више и више у изазову да избегну заснивање дијагнозе искључиво на резултатима теста и/или студијама снимања. Ови налази морају бити потврђени компатибилном анамнезом/симптомима и физичким прегледом. Болест представља групу знакова (физички налази, резултати тестова, имиџ студије) и симптома који заједно карактеришу одређени синдром или болест. Такав дијагностички приступ назива се синдромска анализа (Син Ана).
Следи пет корака синдромске анализе:
1. Идентификација примарног система органа који је укључен.
2. Утврђивање да ли је процес акутне, субакутне или хроничне природе.
3. На основу анамнезе, физичког прегледа и неспецифичних лабораторијских тестова и имиџ студија, саставите привремену листу највероватнијих дијагноза.
4. Утврдити фактор било које историје релевантних болести и/или лекова који би утицали на клиничку презентацију, физичке налазе и резултате лабораторијских тестова и имиџ студије.
5. Доћи до тачне дијагнозе и њене етиологије коришћењем одговарајућих специфичних лабораторијских тестова, култура, студија имиџинга и резултата биопсије да би се искључиле друге прелиминарне дијагнозе.

## Терапија
Одмах извршити:
- хируршки рез и дренажу гноја,[20]
- имобилизацију зглоба.
- и одмах започети са применом антибиотика.[21][22][23]

## Мере превенције
Појава и развој гнојног артритиса може се спречити на један од следећих начина:
- спречавањем уноса инфекције у организму у било којем облику,[25]
- идентификацијом и елиминацијом у организму акутних и хроничних жаришта инфекције;[26]
- правовременим лечење и одговарајућим зарастањем рана,[27]
- строгим придржавањем правила асепсе у току медицинских процедура дијагностике и лечења,
- јачањем имунитета организма различитим методама,
- превенцијом психосоматских болести, њиховим благовременим откривањем и лечењем,
- превенцији стања која воде до исцрпљености тела.